# Fährtürme (Trittenheim)

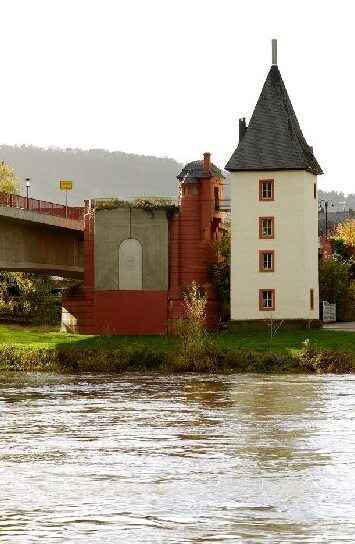
Brückenkopf der alten Moselbrücke sowie nördlicher Fährturm

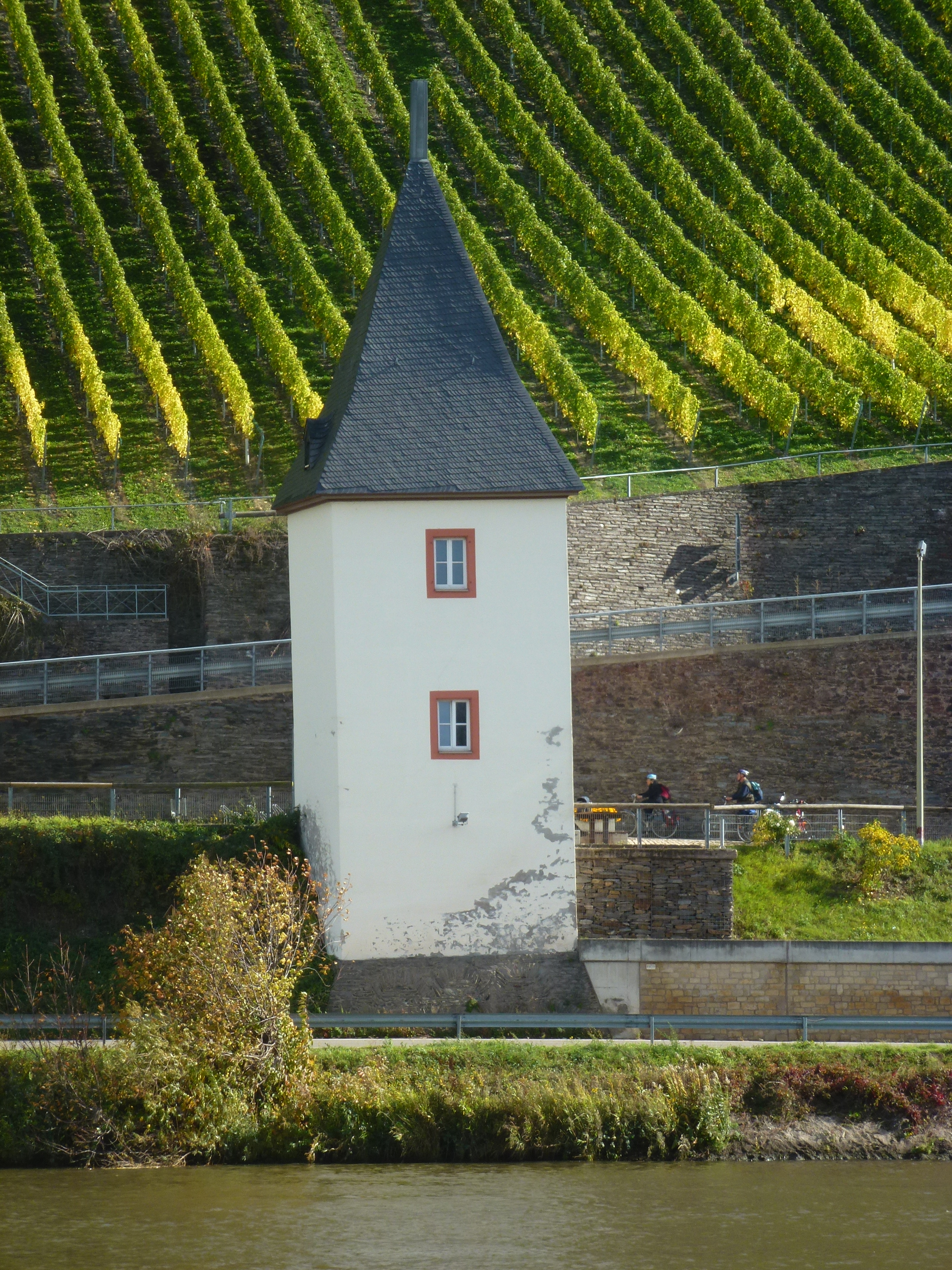
Südlicher Fährturm

Die beiden Fährtürme von Trittenheim bilden das einzige noch erhaltene Fährturmpaar an der Mosel. Sie dienten als Teil der zwischen 1829 und 1908/1909 verkehrenden Pontenfähre als Fährleutewohnung (Behausung des Fährmannes oder Fergers) und zur Verankerung der Fährtaue, an denen die Gierseilfähre von der Moselströmung getrieben von Ufer zu Ufer geführt wurde.
Der Pontenfährbetrieb wurde um 1908/09, dem Jahr der Fertigstellung der ersten Moselbrücke von Trittenheim, eingestellt. Im November 1991 wurden die Fährtürme von der Kreisverwaltung Bernkastel-Wittlich unter Denkmalschutz gestellt.

## Aufbau und Beschaffenheit
Bei den beiden Fährtürmen handelt es sich um zwei verputzte quadratische Türme mit spitzen Schieferdächern und Fenstern. Der ortsseitig gelegene Turm hat vier Geschosse und verfügt über einen Zugang aus dem Dachgeschoss zum alten Brückenhäuschen, von wo zeitweise zur Finanzierung der ersten Brücke einen Brückenzoll entrichten werden musste. Einen zweiten Zugang zum Turm gibt es von der Moselpromenade aus. Fenster und Türen sind sandsteingerahmt.

## Renovierung im Jahr 1994
Im Mai 1994 wurde der ortsseitige Fährturm denkmalgerecht restauriert und als „Fährturmgalerie“ eingeweiht. Bei Farbgebung und Gestaltung der Fenster wurde auf historische Vorlagen geachtet.
Der rechte Fährturm ist nur zweigeschossig und verfügt über einen hangseitig gelegenen Zugang. Auch dieser Fährturm wurde in den Jahren 2000 bis 2001 denkmalgerecht restauriert. Hier wurde auch das komplette Dach neu eingedeckt.